# Flugplatz Matam

i7
i11
i13
Der Flugplatz Matam (französisch Aérodrome de Matam/Ouro Sogui, IATA-Code: MAX, ICAO-Code: GOSM) ist ein Flugplatz nahe der Stadt Matam in der Region Matam im Nordosten des Senegal.
Der Flugplatz wird von der Regierung Senegals für die zivile Luftfahrt betrieben. Er liegt an der Nationalstraße N3 rund zehn Kilometer südwestlich der Regionalpräfektur Matam und am südwestlichen Stadtrand von Ourossogui.